# Сикорский, Анатолий Сергеевич
Анатолий Сергеевич Сикорский (род. 15 июля 1956, Корчовка) — российский политик, депутат Государственной Думы Федерального Собрания Российской Федерации 6-го созыва.

## Биография
В 1989 году окончил Томский автомобильно-дорожный техникум. Являлся управляющим ООО "Управляющая организация хозяйственное расчетное управление «Атлант».

### Депутат Госдумы
3 июля 2013 года, Центризбирком России передал вакантный мандат депутата Госдумы Владимира Овсянникова, который в июне принял решение досрочно прекратить свои полномочия, Анатолию Сикорскому — третьему номеру краснодарского списка ЛДПР. Член Комитета ГД по земельным отношениям и строительству. 
Дата окончания полномочий — 5 октября 2016 года